# لسان الحمل القرني
لسان الحمل القرني أو رِجْل الزَّاغ أو رِجْل الغُرَاب أو رِجْل الزُّرْزُور أو رِجْل العَقْعَق أو رِجْل العُقَاب أو قَرْن الأَيِّل ، اسمه العلمي (.Plantago coronopus L)، وهو نوع من جنس لِسَان الحَمَل.
عشب حولي طوله 40سم سيقانه رفيعه ومنطبقه على بعضها والاوراق متبادله بيضاويه لها عنق قصير والازهار بيضاء في نورات عقربية الشكل
والثمرة مكونه من أربع ثميرات بندقيه
تسبب القلويدات الموجودة في النبات سرطان الكبد.

## الموئل والانتشار
موطن هذا النوع في بلاد الشام ومصر والمغرب العربي ومعظم مناطق أوروبا.

## مرادفات للاسم العلمي
- (باللاتينية: Plantago azorica)
- (باللاتينية: Plantago capitata)
- (باللاتينية:  Plantago decumbens)
- (باللاتينية: Plantago dubia)
- (باللاتينية: Plantago eriophora)
- (باللاتينية: 	Plantago glabriflora)

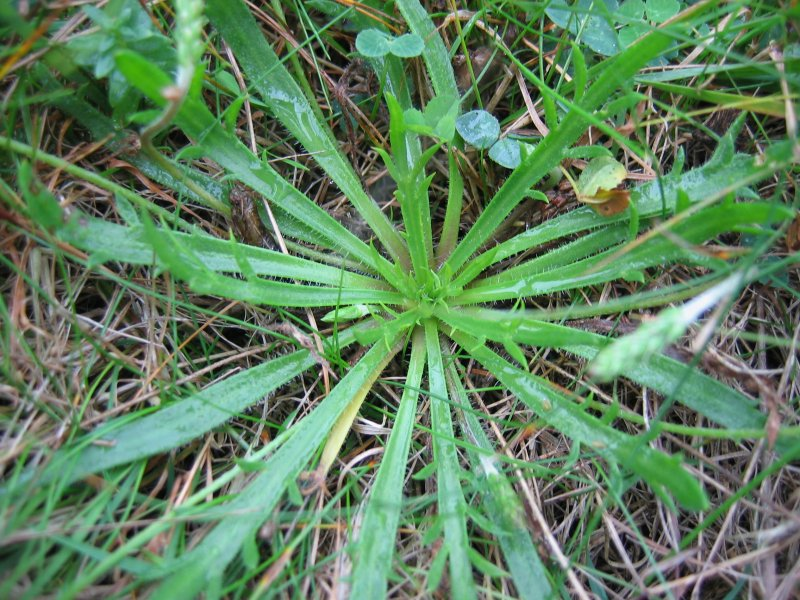
رجل الزاغ
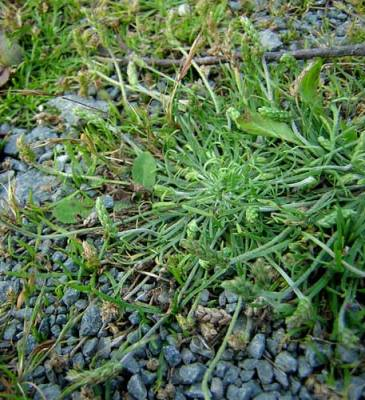
رجل الزاغ
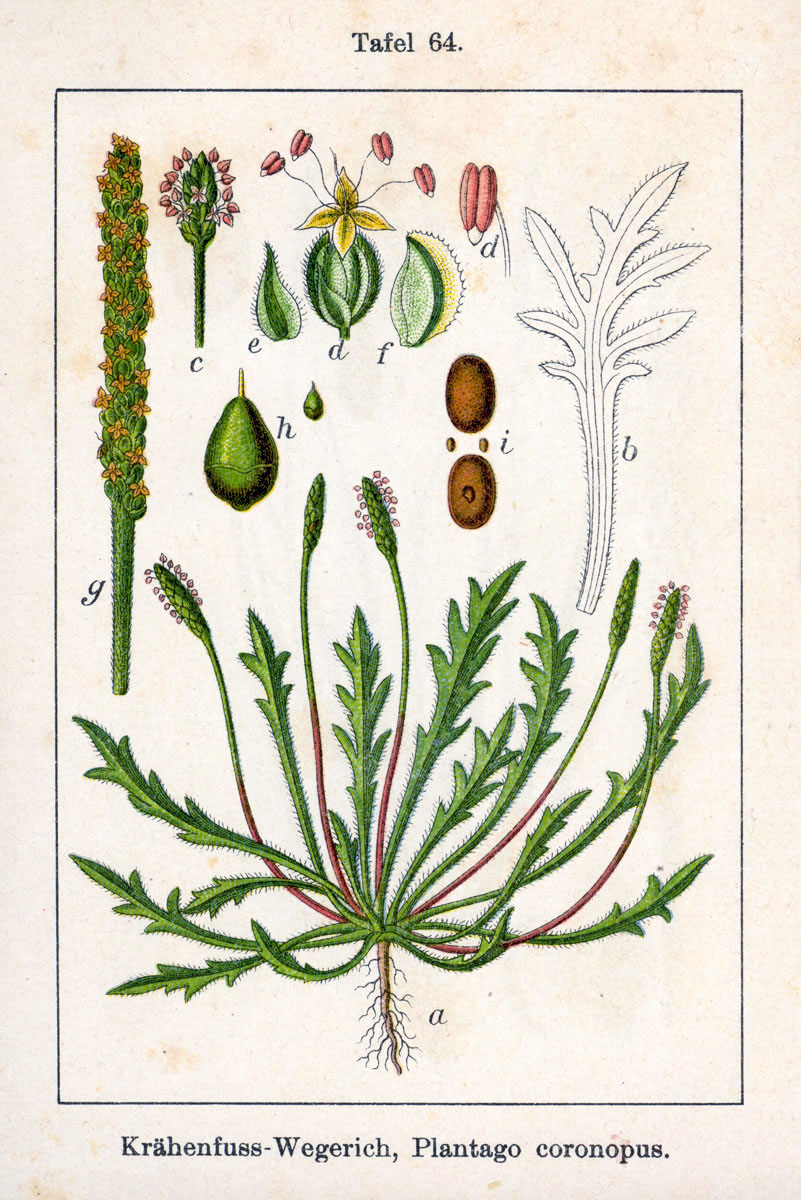
رجل الزاغ
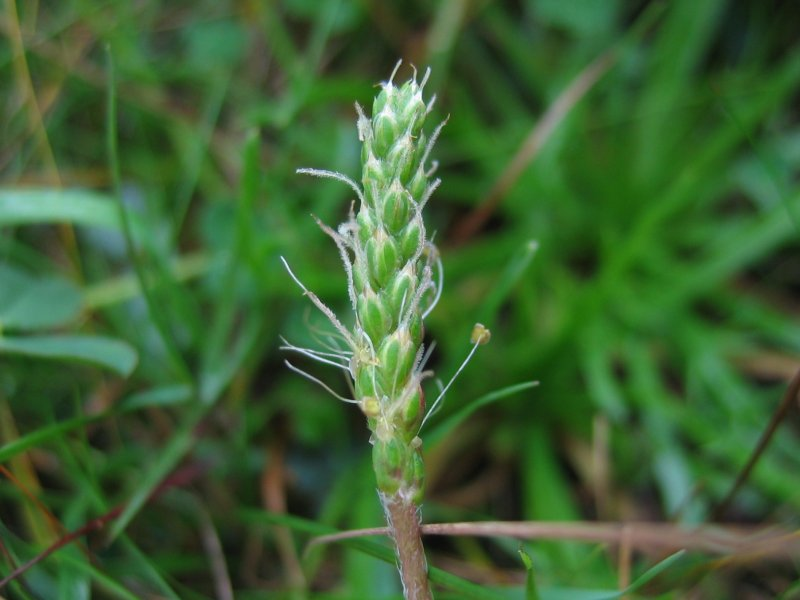
زهرة رجل الزاغ